# Чеботарёв, Леонид Фёдорович
Леонид Фёдорович Чеботарёв (25 февраля 1937 — 29 июля 2023, Одесса) — советский футболист, нападающий, полузащитник. Тренер.
Начинал играть в заводской команде «Металлурга» Одесса, тренер В.Е.Золотарёв. Был призван в армию, полтора года играл за военный округ в первенствах города и вооруженных сил СССР и в соревнованиях КФК. Позже перешёл в СКА Одесса, полуфиналист Кубка СССР 1959/60. С 1961 года — в составе «Черноморца». В 1965 году получил травму — надрыв мениска, ушёл из команды и через два года завершил карьеру.
Работал тренером в командах «Трудовые резервы» Самарканд (1968, играющий), «Факел» Бухара (1968—1969), «Политотдел» Ташкентская область (1970—1973), сборная центрального участка БАМа (Шимановск, 1974—1978), колхоз им. К. Маркса (Лиманское, 1979—1983), «Родина» Ивановка (1984—1989), «Спартак» Раздельная (1990—1993), «Ласунь» Одесса (2000). Последняя команда — «Транссервис—International» Одесса.
Сын занимался футболом в школе «Черноморца»